# Senel Paz
Senel Paz (Fomento, Sancti Spíritus, 1950) és un escriptor i guionista de cinema cubà. És, a més, autor d'obres de teatre, contes i novel·les, les quals han estat traduïdes a diversos idiomes.
És conegut principalment en l'àmbit internacional pel seu conte El bosque, el lobo y el hombre nuevo, pel qual li va ser atorgat el Premi Juan Rulfo i que fou adaptat al cinema com la pel·lícula Fresa y chocolate (1994), premiada pel millor guió en el XIV Festival Internacional de Cinema Llatinoamericà celebrat a l'Havana i únic film cubà nominat al Premi Oscar en la categoria de Millor Pel·lícula Estrangera.
Autor dels guions de populars pel·lícules com: Una novia para David i Adorables mentiras, així com de tres curts de ficció. Ha col·laborat també en el guió dels films: Lista de espera, Un paraíso bajo las estrellas, Malena és un nombre de tango, Cosas que dejé en la Habana i Una rosa de Francia.
S'ha dedicat, a més, a l'ensenyament i assessoria en el camp de la dramatúrgia cinematogràfica, dins i fora de Cuba, i va coordinar durant tres cursos la càtedra de guions de l'Escola Internacional de Cinema i Televisió de San Antonio de los Baños.

## Obres publicades
- 2007: En el cielo con diamantes, novel·la.
- 2004: No le digas que la quieres, contes.
- 1993: Las hermanas, contes.
- 1989: Los muchachos se divierten, contes.
- 1983: El rey en el jardín, novel·la.
- 1980: El niño aquel, contes.